# デビッド・テイマー
デビッド・テイマー（David Teymur、男性、1989年5月1日 - ）は、スウェーデンの総合格闘家、キックボクサー。ストックホルム県ヤルフェッラ出身。アッシリア系スウェーデン人。デビッド・ティーマーとも表記される。
兄のダニエル・テイマーも総合格闘家でUFCと契約している。

## 来歴

### ムエタイ・キックボクシング
兄ガブリエルとダニエルの影響で15歳でムエタイを始め、2009年にタイ・バンコクで開かれた国際アマチュアムエタイ連盟の67kg級で銅メダルを獲得。他に主なムエタイでの獲得タイトルは北欧選手権、スウェーデン選手権で優勝している。

### 総合格闘技
兄達が総合格闘技に転向したことでデビッドも後を追って2013年10月19日に総合格闘技デビュー戦を行うも、マティアス・ローゼンリンドに判定負けを喫した。

#### The Ultimate Fighter 22
2015年8月、リアリティ番組『The Ultimate Fighter』のシーズン22に参加。合宿所入りを懸けた試合でチボ・グーチに判定勝ちを収め、コナー・マクレガーがコーチを務める「チーム・マクレガー」に選抜され、トーナメント出場を懸けた予選試合でジョニー・ヌネスと戦い勝ち進むも、ライト級トーナメント1回戦でマルティン・ゾセクに2-0の判定負けを喫した。

#### UFC
2016年2月27日、UFC初参戦となったUFC Fight Night: Silva vs. Bispingでマルティン・スベンソンと対戦し、2RTKO勝利を収めた。
2017年3月4日、UFC 209でランド・バンナータと対戦し、判定勝ち。ファイト・オブ・ザ・ナイトを受賞した。

## 戦績

### 総合格闘技
| 総合格闘技 戦績 | 総合格闘技 戦績 | 総合格闘技 戦績 | 総合格闘技 戦績 | 総合格闘技 戦績 | 総合格闘技 戦績 | 総合格闘技 戦績 |
| --------------- | --------------- | --------------- | --------------- | --------------- | --------------- | --------------- |
| 18 試合         | (T)KO           | 一本            | 判定            | その他          | 引き分け        | 無効試合        |
| 8 勝            | 4               | 0               | 4               | 0               | 0               | 0               |
| 2 敗            | 0               | 1               | 1               | 0               | 0               | 0               |

| 勝敗 | 対戦相手                   | 試合結果                           | 大会名                                 | 開催年月日     |
| ×    | チャールズ・オリベイラ     | 2R 0:55 アナコンダチョーク         | UFC Fight Night: Assunção vs. Moraes 2 | 2019年2月2日   |
| ○    | ニック・レンツ             | 5分3R終了 判定3-0                  | UFC Fight Night: Rivera vs. Moraes     | 2018年6月1日   |
| ○    | ドラッカ・クロース         | 5分3R終了 判定3-0                  | UFC 218: Holloway vs. Aldo 2           | 2017年12月2日  |
| ○    | ランド・バンナータ         | 5分3R終了 判定3-0                  | UFC 209: Woodley vs. Thompson 2        | 2017年3月4日   |
| ○    | ジェイソン・ノベーリ       | 2R 1:25 TKO（パンチ連打）          | UFC Fight Night: Rodriguez vs. Caceres | 2016年8月6日   |
| ○    | マルティン・スベンソン     | 2R 1:26 TKO（左アッパー→パウンド） | UFC Fight Night: Silva vs. Bisping     | 2016年2月27日  |
| ○    | ロビン・トゥオミ           | 1R TKO（）                         | Trophy MMA 6                           | 2015年4月4日   |
| ○    | ガイク・ポゴシャン         | 1R 2:57 TKO（）                    | International Ring Fight Arena 7       | 2014年11月22日 |
| ○    | ベセリン・デュコフ         | 5分3R終了 判定3-0                  | International Ring Fight Arena 6       | 2014年4月5日   |
| ×    | マティアス・ローゼンリンド | 5分3R終了 判定0-3                  | International Ring Fight Arena 5       | 2013年10月19日 |

### キックボクシング
| キックボクシング 戦績 | キックボクシング 戦績 | キックボクシング 戦績 | キックボクシング 戦績 | キックボクシング 戦績 | キックボクシング 戦績 | キックボクシング 戦績 |
| --------------------- | --------------------- | --------------------- | --------------------- | --------------------- | --------------------- | --------------------- |
| 41 試合               | (T)KO                 | 判定                  | その他                | 引き分け              | 無効試合              |                       |
| 39 勝                 | 11                    |                       |                       |                       |                       |                       |
| 2 敗                  |                       |                       |                       |                       |                       |                       |